# Emory B. Pottle

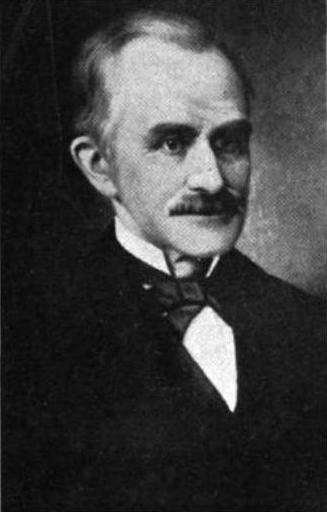
Emory B. Pottle

Emory Bemsley Pottle (* 4. Juli 1815 in Naples, New York; † 18. April 1891 ebenda) war ein US-amerikanischer Jurist und Politiker. Zwischen 1857 und 1861 vertrat er den Bundesstaat New York im US-Repräsentantenhaus.

## Werdegang
Emory Bemsley Pottle wurde nach dem Ende des Britisch-Amerikanischen Krieges im Ontario County geboren. Er ging an der Penn Yan Academy im Yates County Klassischen Altertumswissenschaften nach. Dann studierte er Jura. Nach dem Erhalt seiner Zulassung als Anwalt 1838 in New York City begann er in Springfield im Clark County (Ohio) zu praktizieren. Er kehrte nach Naples zurück, wo er seine Tätigkeit als Anwalt fortsetzte. 1847 saß er in der New York State Assembly. Politisch gehörte er der Republikanischen Partei an.
Bei den Kongresswahlen des Jahres 1856 für den 35. Kongress wurde Pottle im 26. Wahlbezirk von New York in das US-Repräsentantenhaus in Washington, D.C. gewählt, wo er am 4. März 1857 die Nachfolge von Andrew Oliver antrat. Er wurde einmal wiedergewählt und schied dann nach dem 3. März 1861 aus dem Kongress aus. Ungefähr einen Monat später brach der Bürgerkrieg aus.
Nach seiner Kongresszeit praktizierte er wieder als Anwalt. Präsident Abraham Lincoln berief ihn in die Kommission, welche einen Gesetzesentwurf für einen Zoll auf Wolle verfasste. Er verstarb am 18. April 1891 in Naples. Sein Leichnam wurde dann auf dem Rose Ridge Cemetery beigesetzt.